# Receptor nicotinic

Acetilcolina este agonistul natural al receptorilor nicotinici și muscarinici.

Nicotina nu este un compus endogen, însă este un agonist al receptorilor nicotinici.

Receptorii nicotinici reprezintă un tip de receptori colinergici, de care se leagă acetilcolina și alte substanțe, și sunt receptori de tip canal ionic. La nivelul joncțiunii neuromusculare, sunt principalii receptori implicați în contracția mușchilor.
Denumirea receptorilor provine de la faptul că nicotina stimulează acești receptori în mod selectiv, dar nu se leagă de cei muscarinici. Acetilcolina se leagă atât de receptorii nicotinici, cât și de cei muscarinici, fiind mediatorul sistemului nervos parasimpatic.
Fiind receptori iontropi, receptorii nicotinici sunt legați direct de canale ionice. Cercetări mai noi indică faptul că aceștia pot utiliza de asemenea și mesageri secundari, în unele situații (în mod similar cu receptorii metabotropi).